# Пол Мак-Ґанн
Пол Мак-Ґанн (англ. Paul McGann; нар. 14 листопада 1959) — англійський актор, який прославився головною роллю у серіалі BBC «Сліпий бунтар». Також відомий завдяки ролі у фільмі «Вітнейл і я» і ролі Восьмого Доктора у повнометражному фільмі «Доктор Хто» 1996 року.

## Життєпис

### Дитинство
Пол Мак-Ґанн народився 14 листопада 1959 у ліверпульській римо-католицькій сім'ї. Його батьки заохочували здібності хлопця змалку. Подальшого розвитку його талант отримав в одній із ліверпульських шкіл. Там учитель помітив обдарованого юнака і запропонував йому розпочати навчання у Королівській Академії Драматичного Мистецтва. Мак-Ґанн послухався поради і почав акторську кар'єру, яка триває вже понад два десятиріччя.

### Особисте життя
Мак-Ґанн намагається тримати особисте життя подалі від Засобів масової інформації. Проте йому не завжди це вдається. 1992 року актор одружився з Енні Мілнер, з якою в нього двоє спільних синів — Джо Мак-Ґанн (нар. 1988) і Джейк Мак-Ґанн (нар. 1990).
2003 року в нього почалися романтичні стосунки з акторкою Сюзанною Гаркер. Вони розійшлися 2008 року, зараз Мак-Ґанн мешкає зі своєю родиною у Бристолі.

## Кар'єра

### Початок
Першою серйозною роллю Мак-Ґанна стала роль ганебного британського злочинця і дезертира Персі Топліса в серіалі «Сліпий бунтар» 1986 року. Фільм було знято за мотивами однойменної книги Вільяма Елісона та Джона Фейрлі.
Після ролі Персі Топліса він прагнув отримати менш суперечливу і більш комедійну роль. Йому це вдалося — наступною стала роль таємничого «Я» у культовій комедії Брюса Робінсона «Вітнейл і Я». Потім він зіграв роль Антона Скребенського у фільмі «Веселка». Також серед ранніх появ Мак-Ґанна в кіно ролі у фільмах «Монк», «Дилер», «Дерево рук», «Імперія Сонця».

### Доктор Хто
10 січня 1996 року було оголошено, що Полу Мак-Ґанну випала честь зіграти восьму інкарнацію Доктора у фільмі «Доктор Хто». У цьому фільмі також знімались Ерік Робертс, Дафні Ешбрук, його брат Марк Мак-Ґанн та Сильвестр МакКой, котрий грав Сьомого Доктора.
Фільм «Доктор Хто» став спільним плодом BBC, Universal Pictures i Fox Broadcasting Company. Пол Мак-Ґанн підписав контракт, за яким зобов'язувався грати Восьмого Доктора, якщо одна з цих телекомпаній візьметься за зйомки серіалу. Фільм вийшов 14 травня 1996 року. Його подивилися 9 мільйонів глядачів у Великій Британії, але у США рейтинги були дуже низькими, тому було вирішено не починати зйомки серіалу. Усі права на проект повернулися до BBC.
Дев'ять років Пол Мак-Ґанн був «нинішнім» Доктором, доки 2005 року його не замінив Крістофер Екклестон. Таким чином, Пол Мак-Ґанн протягом найтривалішого періоду часу лишався «нинішнім» Доктором, перевершивши на 40 днів за цим показником свого попередника — Сильвестра МакКоя.
З 2001 року Мак-Ґанн продовжив виконувати роль Восьмого Доктора в аудіовиставах Big Finish Productions.

### Після «Доктора Хто»
Кілька років після ролі Доктора Пол Мак-Ґанн продовжував урізноманітнювати свої ролі, фільмуючись у телесеріалах та фільмах. Отак, 1997 року він знявся у фільмах «Казка: Правдива історія» і «Застій», а 1998 року — у фільмі «Танець Шиви» та мінісеріалі «Наш спільний друг».
У 2000-х він узяв участь у фільмах «Моє королівство», «Прослуховування». 2006 року він одержав роль у телеп'єсі «Легка хода». 2007 року почав зніматись у серіалі «Виклик поцілунком». 2010-го знімався у серіалі «Лютер».